# Protracheoniscus mehelyi
Protracheoniscus mehelyi is een pissebed uit de familie Trachelipodidae. De wetenschappelijke naam van de soort is voor het eerst geldig gepubliceerd in 1930 door Kesselyak.